# Zosterops kikuyuensis
Zosterops kikuyuensis — вид воробьиных птиц из семейства белоглазковых (Zosteropidae). Подвидов не выделяют.

## Распространение
Обитают в Кении, в том числе в окрестностях горы Кения.

## Описание
Длина тела 11.5-12 см. Вес 9-14 г. У взрослых особей верхняя сторона тела насыщенного зелёного цвета, белое глазное кольцо шириной 3 мм. Также в окрасе присутствуют золотой, желтый и темно-коричневый цвета. Клюв чёрный. Ноги серые.

## Биология
Питаются мелкими ягодами, беспозвоночными, нектаром. Миграций не совершают.

## Охранный статус
МСОП присвоил виду охранный статус LC.